# Hedychium glabrum
Hedychium glabrum är en enhjärtbladig växtart som beskrevs av Shao Quan Tong. Hedychium glabrum ingår i släktet Hedychium och familjen Zingiberaceae. Inga underarter finns listade i Catalogue of Life.